# Waizenhofen
Waizenhofen ist ein Gemeindeteil des Marktes Thalmässing im Landkreis Roth (Mittelfranken, Bayern). Die Gemarkung Waizenhofen hat eine Fläche von 5,256 km². Sie ist in 515 Flurstücke aufgeteilt, die eine durchschnittliche Flurstücksfläche von 10205,19 m² haben.

## Lage
Das Dorf liegt von Feldern und Wiesen umgeben rund zwei Kilometer südlich von Thalmässing. In einem nordöstlich angrenzenden Wald entspringt der Hagenicher Mühlbach, der über die Thalach in die Schwarzach fließt. Die Staatsstraße 2225 führt nach Thalmässing und Titting.

## Geschichte

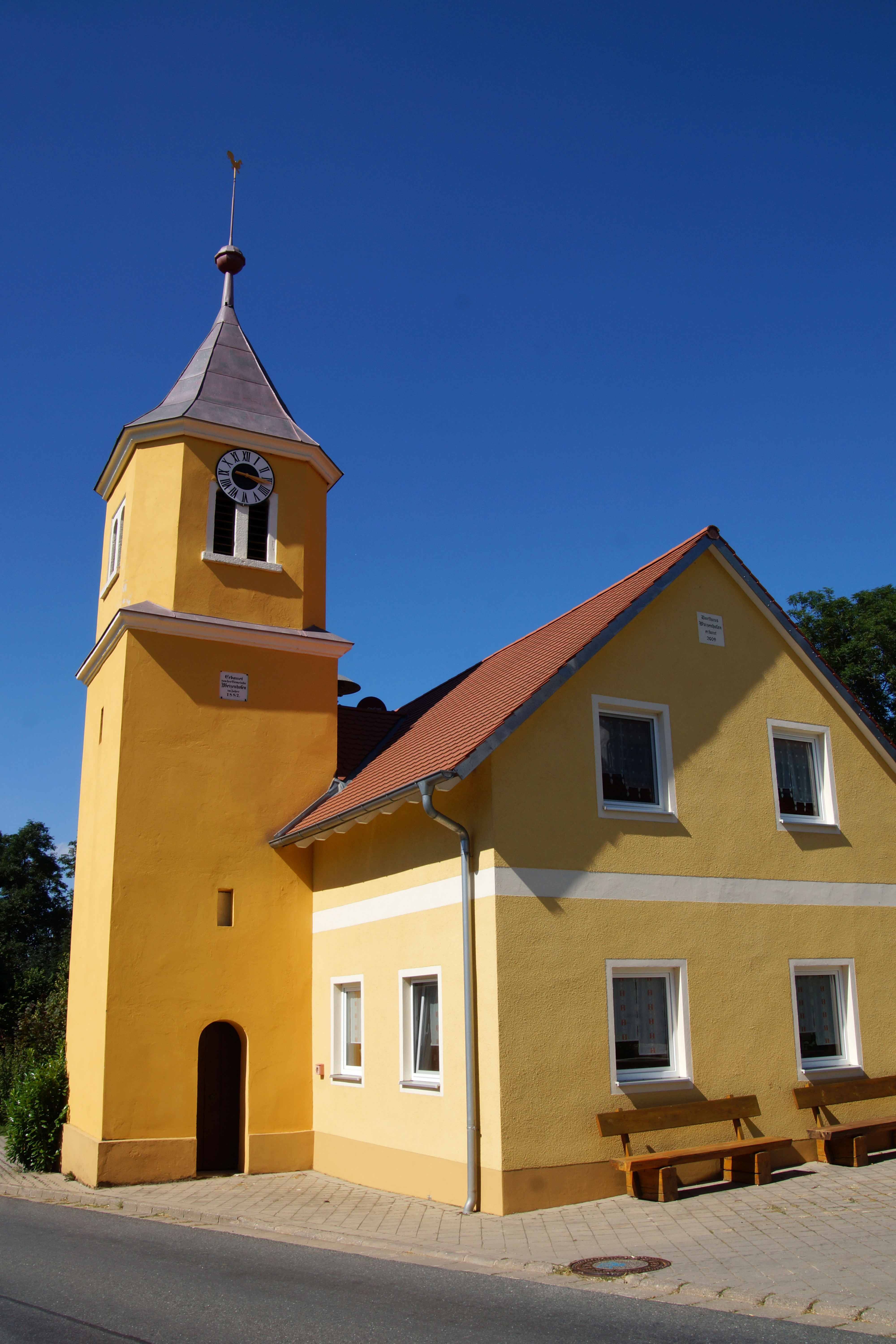
Waizenhofen - Dorfhaus

Waizenhofen fand 1150 als zehntpflichtig nach Eichstätt erstmals urkundliche Erwähnung. Der Ort ist nach dem Hof eines Wazo benannt. Im Dreißigjährigen Krieg wurde er sehr in Mitleidenschaft gezogen, viele Höfe waren verlassen. Ab 1655 erfolgte durch eingewanderte Exulanten aus Oberösterreich ein langsamer Wiederaufbau.
1921 bekam Waizenhofen Stromanschluss, 1930 eine Wasserleitung.
Die ehemals eigenständige Gemeinde wurde 1972 im Zuge der Gemeindegebietsreform nach Thalmässing eingegliedert.

## Wirtschaft und Infrastruktur
Waizenhofen ist überwiegend landwirtschaftlich geprägt.
1300 m westlich des Ortes liegt der Flugplatz Thalmässing-Waizenhofen, ein Sonderlandeplatz, hauptsächlich für Ultraleichtflugzeuge und Hubschrauber.

## Sonstiges
Am Wochenende vor Pfingsten wird Kirchweih gefeiert.